# Ultramontanismus
Pojem ultramontanismus (lat. ultra montes, za horami, myšleno Alpami) označuje politiku podpory těch „za horami“ (Alpami), tj. papeže v domácí politice evropských států, zvláště v 19. století. V užším slova smyslu znamená ultramontanismus souhlas s nadřazeností papežské autority nad místními autoritami jak světskými, tak duchovními (tj. diecézními biskupy).

## Historie
Pojem pochází ze středověkého úzu, kdy se obecně označovali papežové neitalského původu papa ultramontano. Slovo znovu ožilo během protestantské reformace. Severoevropští panovníci postupně začali pokládat papeže za cizí mocnost, zvláště v případech, kdy se papež vměšoval do časných záležitostí ve prospěch té či oné strany. Ve Francii byli pojmem ultramontánní označováni ti, kdo podporovali nauku římské církve a nadřazenost papeže nad místní vládou (v protikladu vůči galikanismu). Původní konotace pojmu měla urážet ty, kteří zájmy cizího státu upřednostňovali před zájmy vlastního národa. V 18. století tento pojem v německy mluvících zemích získal nový význam vlivem konfliktů mezi církví a státem v josefínské době – zde znamená prostě ty, kdo hájí zájmy církve.

## Výhrady
Proti ultramontanismu se na několika místech svých dokumentů ohradil 1. vatikánský koncil (1870). Přesto je tento koncil považován za vítězství ultramontanismu kvůli vyhlášení dogmatu o papežské neomylnosti. Následně pojem za francouzské třetí republiky označuje pejorativně politické snahy, které hájí vliv římskokatolické církve na vládní politiku (v protikladu k laicismu). V bismarckovském Německu ultramontánství představuje opozici, proti které se staví kulturní boj (Kulturkampf).
Podle Reného Rémonda představuje ultramontanismus celou jednu etapu dějin katolické církve – tak jako se katolictví v 16. století znovu definovalo v reakci na reformaci, přeskupilo se znovu po Velké francouzské revoluci jako opozice k moderní společnosti vzešlé z revolučních ideálů. Tento systém nabízel globální vizi uspořádání světa a obsahoval odpovědi na všechny problémy lidského údělu a života a společnosti, stejně jako třeba liberalismus nebo marxismus. Zaštítění, získané prvním vatikánským koncilem, ztratil ultramontanismus na Druhém vatikánském koncilu.